# Запонова, Калерия Фёдоровна
Калерия Фёдоровна Запонова (24 апреля 1923, Сатка, Челябинская губерния, РСФСР, СССР — 24 марта 2013, Кировград, Свердловская область, Россия) — технолог Кировградского медеплавильного комбината имени С. М. Кирова, Свердловская область, Герой Социалистического Труда (1966).

## Биография

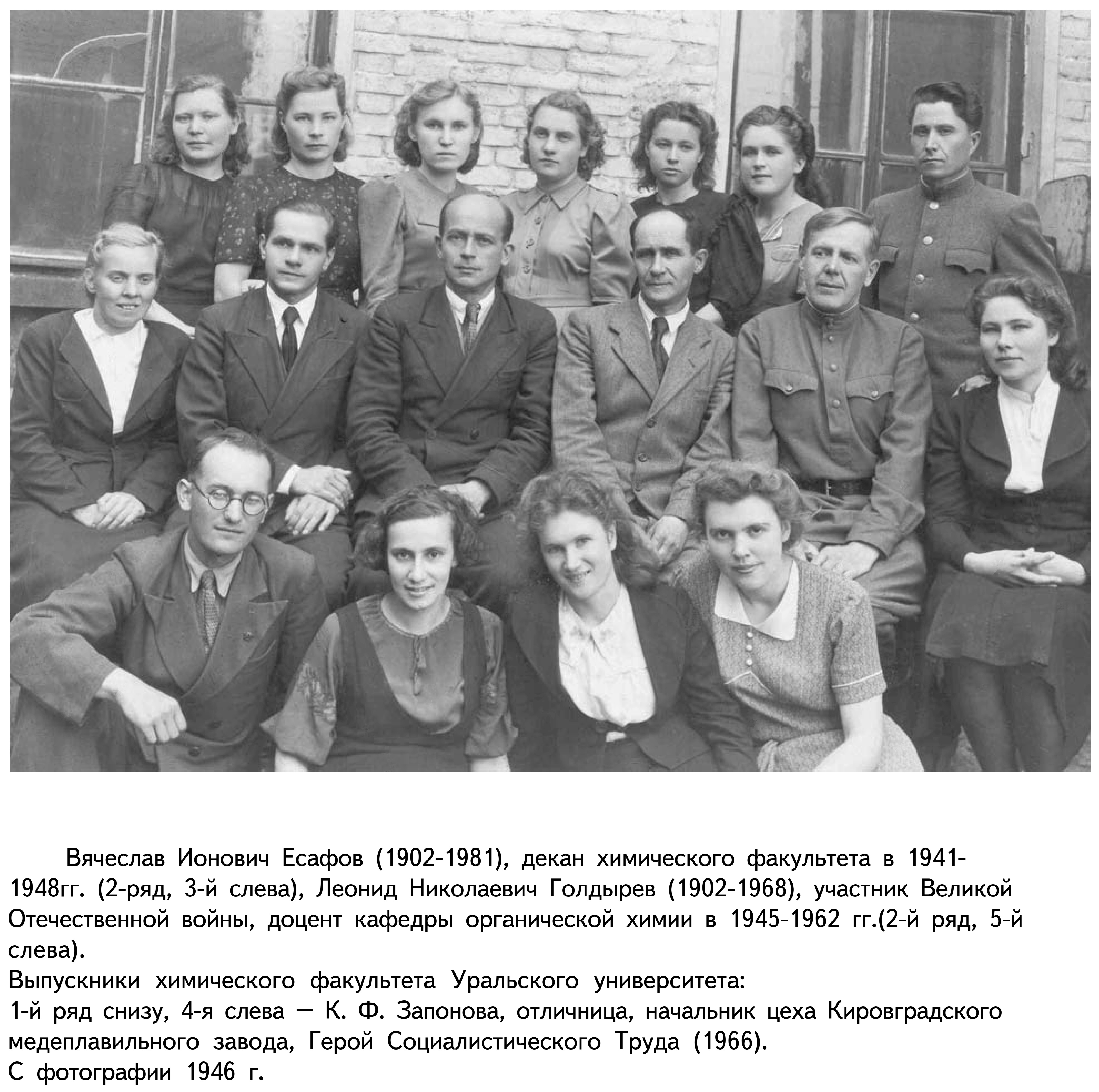
Выпускники и преподаватели химического факультета Уральского университета 1946 года: 1-й ряд снизу, 1-я справа — Калерия Запонова; 2-ряд, З-й слева — Вячеслав Ионович Есафов (1902—1981), декан химического факультета в 1941—1948 гг.; 2-й ряд, 5-й слева — Леонид Николаевич Голдырев (1902—1968), участник Великой Отечественной войны, доцент кафедры органической химии в 1945—1962 гг.

Родилась 24 апреля 1923 года в городе Сатка в семье служащих.
Окончила химический факультет Уральский государственный университет имени А. М. Горького (1946).
В 1949 году начала работать на Кировградском медеплавильном заводе.
В 1950-х годах при её участии была разработана технология комплексного использования отходов производства — металлургических пылей, что повышало комплексность использования сырья, внесла значительный вклад в выполнение производственных заданий по развитию металлургии.
Написала кандидатскую диссертацию «Извлечение ценных металлов из отходов металлургического производства».
Указом Президиума Верховного Совета СССР от 20 мая 1966 года за выдающиеся успехи, достигнутые в развитии цветной металлургии, Запоновой Калерии Фёдоровне присвоено звание Героя Социалистического Труда с вручением ордена Ленина и золотой медали «Серп и Молот».
С 1971 года работала начальником цеха редких металлов.
За 18 лет её руководства цехом выпуск продукции увеличен в 4 раза, производительность труда — в 4,6 раза. Извлечение металлов в готовую продукцию увеличилось: цинка — в 2 раза, свинца — в 1,5 раза, кадмия — в 3 раза.
В 1989 году — вышла на пенсию.
Проживала в Кировграде. Умерла 24 марта 2013 года, похоронена на городском кладбище.

## Награды
- Герой Социалистического Труда (1966)
- Орден Ленина (1966)
- Заслуженный ветеран Кировградского металлургического комбината (1986)